# Mstyslav (patriarcha kyjevský)
Mstyslav (světským jménem: Stepan Ivanovyč Skrypnyk; 10. dubna 1898, Poltava – 11. června 1993, Grimsby) byl ukrajinský duchovní ukrajinské pravoslavné církve Kyjevského patriarchátu, biskup a patriarcha kyjevský a celé Rusi-Ukrajiny.

## Život
Narodil se 10. dubna 1898 v Poltavě. Jeho matka byla sestra politika Symona Petljury.
Studoval na Poltavském klasickém gymnáziu a poté na vojenské škole v Orenburgu. Sloužil v Ruské imperiální armádě.
Zúčastnil se občanské války na Ukrajině a v březnu 1918 se dobrovolně přihlásil do armády Ukrajinské národní republiky a zúčastnil se bojů proti Rudé armádě. Za zásluhy získal hodnost korneta. Byl pobočníkem Symona Petljury a po porážce jeho jednotek byl zajat a uvězněn v internačním táboře v Kališi. Po propuštění odešel do oblasti Volyň a později do Haliče, kde pracoval v ukrajinských družstevních, kulturních a vzdělávacích institucích. Studoval na Varšavské škole politických věd.
V letech 1930–1939 byl poslancem Sejmu za Volyň. Proslavil se svými projevy za obranu ukrajinských pravoslavných církví.
Po obsazení města Rovno Rudou armádou (1939) odešel do Chełmu.
Od roku 1940 byl místopředsedou chełmské eparchiální správy.
Za německé okupace se podílel na vytvoření dočasné okupační správy, stál v čele loutkové Ukrajinské rady důvěry na Volyni a stal se představitelem říšského ministerstva východních území.
Na podzim roku 1941 byl zvolen místopředsedou Ukrajinské církevní rady na Volyni.
V dubnu 1942 byl rukopoložen na diákona a poté na jereje. Začátkem května 1942 byl postřižen na monacha se jménem Mstyslav. Dne 14. května byl rozhodnutím soboru Ukrajinské autokefální pravoslavné církve vysvěcen na biskupa perejaslavského. Biskupská chirotonie proběhla v chrámu svatého Ondřeje v Kyjevě.
V Počajivu jednal o sjednocení církví spolu s metropolitou Alexijem (Gromadským), hlavou Ukrajinské autonomní pravoslavné církve.
Od června 1942 začal cestovat po Ukrajině. V srpnu německé okupační úřady zakázaly Mstyslavovi sloužit v generálním gouvernementu. Za odmítnutí mu bylo nařízeno opustit území. V říjnu 1942 byl v Rovnu zatčen Němci a odvezen do věznice Černihivu a poté do Pryluky. Zde byl až do jara 1943, kdy byl odvezen do Kyjeva. Na konci dubna byl propuštěn, bylo mu zakázáno cestovat mimo Kyjev a konat bohoslužby.
Od roku 1944 žil ve Varšavě, poté na Slovensku a v Německu, kde vedl eparchie v Hesensku a Württembersku.
Plnil pokyny metropolity Polikarpa (Sikorského) a doprovázel přes Rakousko a Německo duchovní s rodinami, kteří byli v souvislosti s postupem sovětské armády evakuováni do bezpečnějších míst.
Na jaře 1947 Archijerejský sobor Ukrajinské autokefální pravoslavné církve, který se konal v Severní Americe, zvolil Mstyslava arcibiskupem. Na podzim téhož roku odešel do Kanady, aby zde vedl UAPC. Tři roky působil jako arcibiskup winnipegský a celé Kanady.
Dne 16. října 1950 se z jeho iniciativy v New Yorku konal sobor pro sjednocení s eparchií metropolity Ioanna (Teodorovyče). Nová struktura byla pojmenována jako Ukrajinská pravoslavná církev ve Spojených státech amerických. Ioann se stal metropolitou církve a Mstyslav jeho zástupcem. Roku 1971 zemřel metropolita Ioann a Mstyslav se stal jeho nástupcem.
Dne 5. června 1990 byl na radě Ukrajinské autokefální pravoslavné církve v Kyjevě zvolen patriarchou kyjevským a celé Rusi-Ukrajiny. V říjnu 1990 dorazil na Ukrajinu a 18. listopadu byl v chrámu svaté Sofie slavnostně intronizován. Po vytvoření Ukrajinské pravoslavné církve Kyjevského patriarchátu se stal jejím patriarchou.
Zemřel 11. června 1993 v kanadském Grimsby. Pohřben byl na hřbitově v South Bound Brook v USA.